# Воротниковский
Воротнико́вский — хутор в Кочубеевском районе (муниципальном округе) Ставропольского края России.
До 16 марта 2020 года входил в состав сельского поселения Новодеревенский сельсовет.

## География
Расстояние до краевого центра: 62 км.
Расстояние до районного центра: 21 км.
На западной окраине хутора расположено общественное открытое кладбище площадью 2 тыс. м².

## Население
| 1989 | 2002 | 2010 | 2012 | 2014 | 2021 |
| ---- | ---- | ---- | ---- | ---- | ---- |
| 101  | ↗123 | ↘102 | ↗109 | ↘100 | ↘89  |

По данным переписи 2002 года в национальной структуре населения преобладают русские (81 %).